# Itapúa
Itapúa je jedan od 17 okruga u Paragvaju. Središte okruga je u gradu Encarnaciónu. 

## Zemljopis
Okrug se nalazi u južnom dijelu Paragvaja na granici s Argentinom. Itapúa se proteže na 16.525 km² te je šesti po veličini paragvajski okrug.

## Stanovništvo
Prema podacima iz 2010. godine u okrugu živi 535.436 stanovnika dok je prosječna gustoća naseljenosti 32,4 stanovnika na km². 

## Administrativna podjela
Okrug je podjeljen na 30 distrikta:
| Distrikt                | Stanovništvo (2002.) | Distrikt                | Stanovništvo (2002.) | Distrikt                  | Stanovništvo (2002.) |
| ----------------------- | -------------------- | ----------------------- | -------------------- | ------------------------- | -------------------- |
| 1. Alto Verá            | 13.799               | 11. Fram                | 6.923                | 21. Nueva Alborada        | 6.533                |
| 2. Bella Vista          | 9.193                | 12. General Artigas     | 11.042               | 22. Obligado              | 11.441               |
| 3. Cambyretá            | 27.808               | 13. General Delgado     | 6.611                | 23 Pirapó                 | 6 754                |
| 4. Capitán Meza         | 10.384               | 14. Hohenau             | 9.685                | 24. San Cosme y Damián    | 7.322                |
| 5. Capitán Miranda      | 8.667                | 15. Itapúa Poty         | 14.642               | 25. San Juan del Paraná   | 7.091                |
| 6. Carlos Antonio López | 17.622               | 16. Jesús               | 5.560                | 26. San Pedro del Paraná  | 28.598               |
| 7. Carmen del Paraná    | 6.165                | 17. La Paz              | 3.076                | 27. San Rafael del Paraná | 20.434               |
| 8. Coronel Bogado       | 17.065               | 18. José Leandro Oviedo | 4.353                | 28. Tomás Romero Pereira  | 27.239               |
| 9. Edelira              | 22.287               | 19. Mayor Otaño         | 15.157               | 29. Trinidad              | 6.873                |
| 10. Encarnación         | 93.497               | 20. Natalio             | 19.456               | 30. Yatytay               | 11.415               |